# Битва при Скайхилле
Битва при Скайхилле произошла в 1079 году между мэнской армией и норвежскими силами Годреда I Крована. Сражение закончилось победой Норвегии. Основной нарративный источник о битве при Скайхилле — «Хроники Мэна».